# HD 67751
HD 67751，又名BD-19 2262，SAO 175250、HR 3190，是一颗恒星，视星等为6.36，位于銀經239.95，銀緯6.74，其B1900.0坐标为赤經8h 4m 18.2s，赤緯-20° 6.74′ 16″。